# Stein Ivar Halsnes
Stein Ivar Halsnes (1955) è un ex sciatore alpino norvegese.

## Biografia
Sciatore polivalente originario di Sauda e fratello di Jarle, a sua volta sciatore alpino, Stein Ivar Halsnes vinse il titolo nazionale norvegese nella discesa libera e nello slalom speciale nel 1976 e nello slalom gigante nel 1977 e gareggiò anche in Coppa del Mondo, senza ottenere piazzamenti di rilievo; non prese parte a rassegne olimpiche né ottenne piazzamenti ai Campionati mondiali e dopo il ritiro partecipo al circuito professionistico nordamericano (Pro Tour).

## Palmarès

### Campionati norvegesi
- 9 medaglie[senza fonte] (dati parziali fino alla stagione 1973-1974):
  - 3 ori (discesa libera, slalom speciale nel 1976; slalom gigante nel 1977)[3]
  - 4 argenti[senza fonte] (combinata[4] nel 1975; slalom speciale, combinata nel 1977; discesa libera nel 1978)
  -  2 bronzi (discesa libera nel 1974; discesa libera nel 1975)[senza fonte]